# フェルナンド・エルナンデス
フェルナンド・エルナンデス・ラモス（Fernando Hernández Ramos、1989年9月11日 - ）は、キューバの男子バレーボール選手。

## 来歴
バレーボール選手だった父の影響を受けて8歳からバレーボールを始める。11歳でEIDE（体育教育学校）に入学。15歳になるときに、セロ・ペラド（EIDEより一段上の体育学校）に入学した。
16歳の時にユース代表に選ばれ、2006年北中米ユース選手権で銅メダルを獲得し、2007年世界ユース選手権に出場。2009年世界ジュニア選手権では銀メダルを獲得。同年、シニア代表デビューを果たし、ワールドグランドチャンピオンズカップで銀メダルを獲得。2010年世界選手権で銀メダルに輝いた。2011年ワールドカップではベストスコアラーに輝いた。このような実績を残しながらも、国外のリーグでプレーすることを目的に、2012年ワールドリーグを最後に22歳で代表を引退した。
2013年にプレーの場を日本に移し、ジェイテクトSTINGSに入団する。しかし、キューババレーボール協会の規定により代表を引退してから2年間は海外リーグでプレー出来ないというルールがあり、2013/14V・プレミアリーグには出場出来ず、2013-14シーズンは天皇杯と黒鷲旗のみの出場を余儀なくされた。しかし、平成25年度天皇杯では世界レベルのスパイクとサーブでV・プレミアリーグ昇格を果たしたばかりのチームを準優勝に導いた。2014年、2014/15V・プレミアリーグには選手登録され、ようやくV・プレミアリーグにも出場可能となった。シーズン中に脇腹を負傷し、出場が危ぶまれる状態になりながらも、「自分が入るとチームが元気づくから、チームのためにコートに立ちたい。」と話し、脇腹の激しい痛みを抱えながらも強行出場し続けて活躍し、チームのファイナル6進出と最終成績5位に貢献した。
2015年にイタリアプロリーグ1部・セリエA1のパラボロ・モルフェッタ(Pallavolo Molfetta)に移籍。

## プレースタイル
強烈なスパイクやサーブでチームに貢献し、抜群なパワーで際どいコースを正確に打ち抜く。相手ブロックの指を狙ってスパイクを打つのが巧い。

## 人物・エピソード
- 子どもの頃から本当はサッカーがしたくて、今でも一番好きなスポーツはサッカーだと話している[2]。
- 海外でのプレーを選択したため2012に代表引退を余儀なくされたが、いつかはまた代表に戻ってプレーしたいと話している[注釈 1][2]。
- 初めての海外移籍先として日本を選んだのは、ディフェンス面を強化することと、速いバレーを経験することが目的だと話している[2]。
- 試合中に感情を表に出し、良いプレーをした選手にはハグするなど喜びの感情をそのまま出すが、味方選手のプレーに不満があるときも激しい口調でそのまま口に出す。ジェイテクトでは、最初はチームメイトに戸惑われ、「もう少しマイルドに言えないか」と注文を出されたが、「感情を全て出してチームを締めるのが俺の仕事だ」と折れなかった。試合外ではチームメイトから親しまれているのもあり、結局はチームメイトにその考え方が理解されていった。また、そのような強いプロ意識はチームメイトから認められていた[3]。

## 球歴
- ユースキューバ代表（2006-2007年）
- ジュニアキューバ代表（2008-2009年）
- キューバ代表（2009-2012年）
  - 世界選手権 - 2010年（銀メダル）
  - ワールドカップ - 2011年（ベストスコアラー）
  - ワールドグランドチャンピオンズカップ - 2009年（準優勝）
  - ワールドリーグ - 2009年、2010年、2011年、2012年
  - 北中米選手権 - 2011年（優勝）

## 所属チーム
- ハバナ
- ジェイテクトSTINGS（2013年-2015年）
- パッラヴォーロ・モルフェッタ (it) （2015-2016年）
- パッラヴォーロ・ピアチェンツァ（2016-2017年）
- ハルクバンク・アンカラ (tr) （2017-2018年）
- エマ・ビーラス・バレー (it) （2018-2019年）
- パッラヴォーロ・パドヴァ（2019-2020年）
- ハルクバンク・アンカラ (tr) （2020-2022年）
- パナシナイコス（2022-2024年）
- Kuwait Club（2024年-）

## 受賞歴
- 2008年 - 北中米U21選手権 (it)  ベストサーバー
- 2011年 - 北中米選手権 ベストサーバー
- 2011年 - 2011年 ベストスコアラー
- 2016年 - イタリア・スーパーリーガ 2015/16 (it)  ベストサーバー
- 2017年 - イタリア・スーパーリーガ 2016/17 (it)  ベストアタッカー